# Nurota
Nurota (tiếng Uzbek: Nurota, Нурота; tiếng Tajik: Нурато; tiếng Nga: Нурата) là một thành phố thuộc huyện Nurota, tỉnh Navoiy, Uzbekistan. Dân số thành phố là 32.300 người vào năm 2016.

## Khí hậu
| Dữ liệu khí hậu của Nurota              | Dữ liệu khí hậu của Nurota | Dữ liệu khí hậu của Nurota | Dữ liệu khí hậu của Nurota | Dữ liệu khí hậu của Nurota | Dữ liệu khí hậu của Nurota | Dữ liệu khí hậu của Nurota | Dữ liệu khí hậu của Nurota | Dữ liệu khí hậu của Nurota | Dữ liệu khí hậu của Nurota | Dữ liệu khí hậu của Nurota | Dữ liệu khí hậu của Nurota | Dữ liệu khí hậu của Nurota | Dữ liệu khí hậu của Nurota |
| Tháng                                   | 1                          | 2                          | 3                          | 4                          | 5                          | 6                          | 7                          | 8                          | 9                          | 10                         | 11                         | 12                         | Năm                        |
| --------------------------------------- | -------------------------- | -------------------------- | -------------------------- | -------------------------- | -------------------------- | -------------------------- | -------------------------- | -------------------------- | -------------------------- | -------------------------- | -------------------------- | -------------------------- | -------------------------- |
| Cao kỉ lục °C (°F)                      | 23.9 (75.0)                | 30.0 (86.0)                | 32.8 (91.0)                | 37.7 (99.9)                | 42.2 (108.0)               | 43.5 (110.3)               | 46.7 (116.1)               | 44.0 (111.2)               | 40.5 (104.9)               | 37.8 (100.0)               | 31.0 (87.8)                | 25.4 (77.7)                | 46.7 (116.1)               |
| Trung bình ngày tối đa °C (°F)          | 5.8 (42.4)                 | 8.1 (46.6)                 | 14.0 (57.2)                | 21.4 (70.5)                | 27.5 (81.5)                | 33.6 (92.5)                | 35.5 (95.9)                | 34.2 (93.6)                | 28.2 (82.8)                | 21.0 (69.8)                | 14.0 (57.2)                | 7.9 (46.2)                 | 20.9 (69.6)                |
| Trung bình ngày °C (°F)                 | 0.9 (33.6)                 | 2.6 (36.7)                 | 8.1 (46.6)                 | 14.9 (58.8)                | 20.6 (69.1)                | 26.2 (79.2)                | 28.1 (82.6)                | 26.2 (79.2)                | 19.9 (67.8)                | 12.9 (55.2)                | 7.1 (44.8)                 | 2.4 (36.3)                 | 14.2 (57.6)                |
| Tối thiểu trung bình ngày °C (°F)       | −3.5 (25.7)                | −2.2 (28.0)                | 2.9 (37.2)                 | 8.7 (47.7)                 | 13.2 (55.8)                | 17.8 (64.0)                | 19.7 (67.5)                | 17.8 (64.0)                | 11.9 (53.4)                | 5.8 (42.4)                 | 1.9 (35.4)                 | −2.2 (28.0)                | 7.7 (45.9)                 |
| Thấp kỉ lục °C (°F)                     | −27.2 (−17.0)              | −32.2 (−26.0)              | −21.1 (−6.0)               | −7.8 (18.0)                | −2.4 (27.7)                | 5.8 (42.4)                 | 8.9 (48.0)                 | 3.0 (37.4)                 | −2.0 (28.4)                | −9.3 (15.3)                | −21.1 (−6.0)               | −26.1 (−15.0)              | −32.2 (−26.0)              |
| Lượng Giáng thủy trung bình mm (inches) | 25 (1.0)                   | 26 (1.0)                   | 41 (1.6)                   | 31 (1.2)                   | 20 (0.8)                   | 2 (0.1)                    | 3 (0.1)                    | 1 (0.0)                    | 2 (0.1)                    | 8 (0.3)                    | 20 (0.8)                   | 29 (1.1)                   | 209 (8.2)                  |
| Nguồn: Pogoda.ru.net                    |                            |                            |                            |                            |                            |                            |                            |                            |                            |                            |                            |                            |                            |